# Christian Thomé

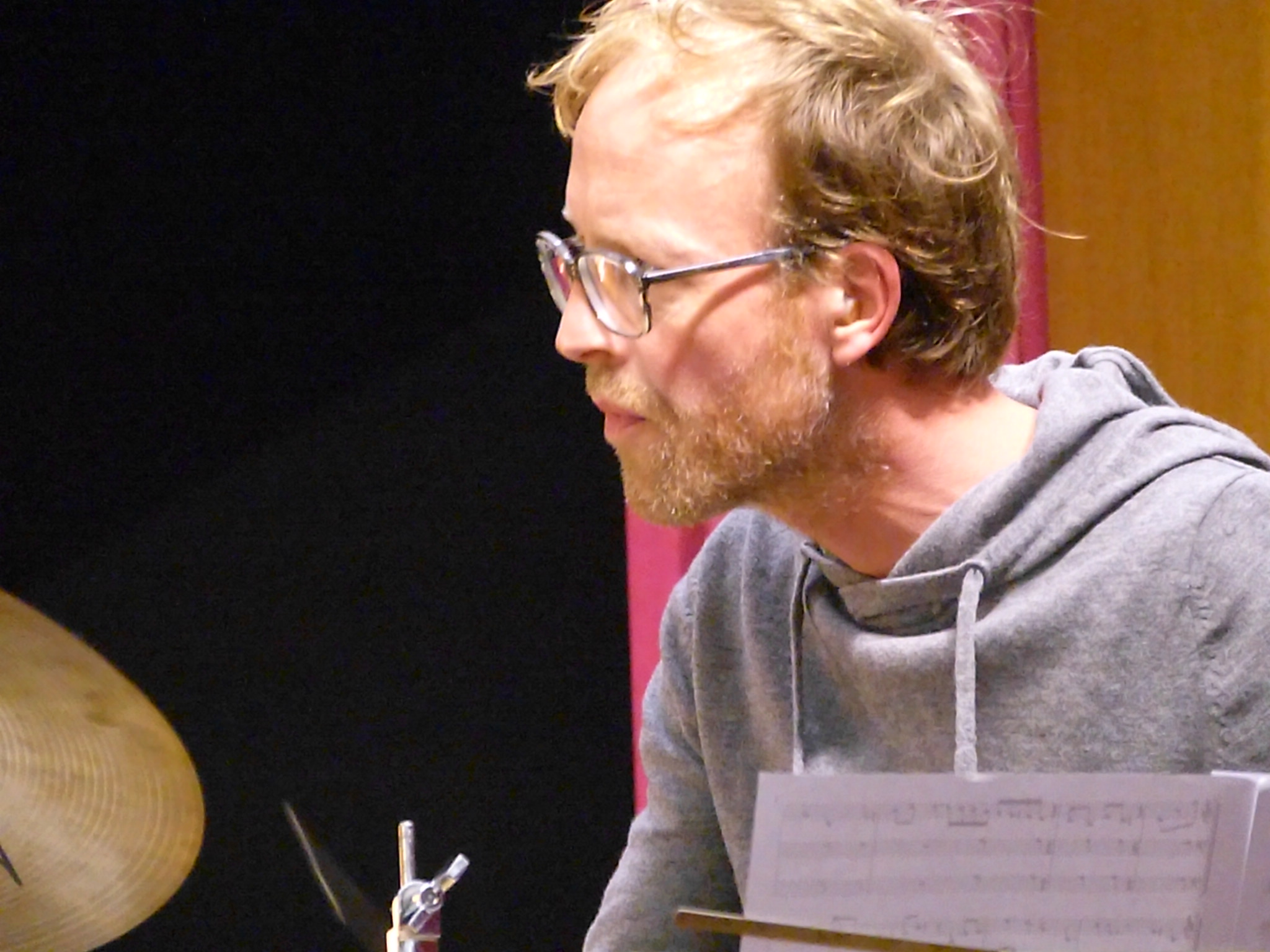
Christian Thomé (2015 im Konzert mit Albrecht Maurer, Marei Seuthe, Markus Schieferdecker und Alex Gunia bei der Kölner Musiknacht)

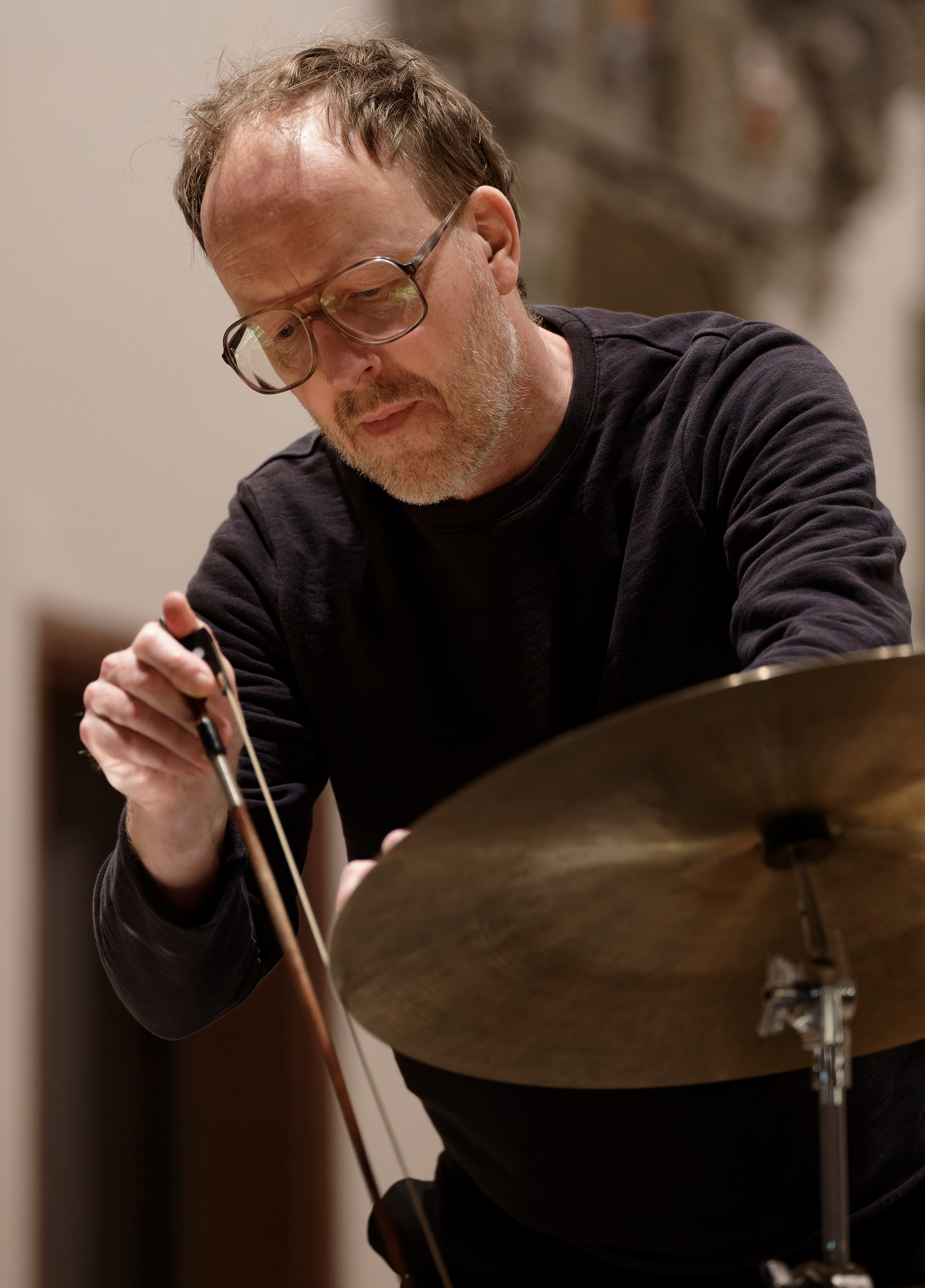
Christian Thomé mit der Markus Stockhausen Group in der Stadtkirche Darmstadt am 3. März 2024

Christian Thomé (* 7. Januar 1970 in Düsseldorf) ist ein deutscher Jazz-Schlagzeuger.

## Leben und Wirken
Thomé erlernte neben dem Schlagzeug- auch das Klarinetten-, Klavier- und Saxophonspiel. Von 1991 bis 1997 besuchte er die Hogeschool voor de kunsten Arnhem, wo er Schüler von Joop van Erven und René Creemers war. Seit 1997 lebt er in Köln und arbeitet als Schlagzeuger, Komponist, Arrangeur, Produzent und Pädagoge.
Bereits während des Studiums war er in verschiedenen Bands und Projekten aktiv. So arbeitete er am European Dance Development Center mit der italienischen Tänzerin Paola Bartoletti und beim WDR mit dem Auryn Quartett zusammen und spielte unter anderem mit Michael Moore, Achim Kaufmann, Christian Brockmeier, Sebastian Gramss´ Underkarl (feat. Nils Wogram), Paul Heller, Nicolas Simion, Jorrit Dijkstra, Henning Sieverts und Hartmut Kracht. 
Von 1995 bis 1997 war er in der Band ditties + to-do (mit Sam Leigh-Brown, Tobias Lessnow, Andreas Wahl und Robert Dietermann) aktiv. 1997 gehörte er zu den Begründern des Trios Dittyland mit Manfred Portugall und Stephan Meinberg, mit dem er in Deutschland und den Niederlanden auftrat. 1998 gründete er das Septett tomatic 7 (mit Sam Leigh-Brown, Gabriel Pérez, Stephan Meinberg, Manfred Portugall, Jürgen Friedrich und Sebastian Räther), mit dem 1999 die CD tomatic 7 „hauptstrom“ erschien. Mit diesen Bands hatte er Erfolge bei Jazzfestivals unter anderem (1996–97) in Leipzig, in Breda (Niederlande), beim Nederlands Jazz Concours in Leuwaarden, 1999 in Getxo (Spanien) und beim Europ` Jazz Contest in Hooeilaart.
Mit dem Trio Schleisiek/Döring/Thomé (mit Robert Schleisiek und Stefan Döring) erschien 1999 die CD Hot Music. 2000 arbeitete er mit Céline Rudolph im Duo Rodolph-Thomé, 2001 erschien mit der Band Lühning (mit Inga Lühning, Mario Mammone und Helmuth Fass) die CD Lühning. Im gleichen Jahr gründete er mit Ralph Beerkircher, Michael Thieke und Stephan Meinberg das Quartett The HoHoHo Business. 2014 legte er mit 
Hans Lüdemann und Aly Keïta im Trio Ivoire das Album Timbuktu vor.
Daneben arbeitete er mit Musikern wie Lee Konitz, Peter Kowald, Ike Willis, John Goldsby, Markus Stockhausen, Claudio Puntin, Till Brönner, Dieter Manderscheid, Sebastian Hess, Stefan Heidtmann, Michiel Braam sowie Oene van Geel und ist Schlagzeuger im Trio Momentum von Katrin Scherer. Er ist auch auf Alben von Thomas Heberer, Georg Ruby, Jürgen Friedrich, Katja Riemann und Efrat Alony zu hören.